# Kaštanovník v Zábřehu nad Odrou
Kaštanovník v Zábřehu nad Odrou je solitérní památný strom kaštanovník setý/jedlý (Castanea sativa Mill.), který se nachází v areálu základní školy na ulici Hulvácká v Ostravě-Zábřehu. Geograficky se také nachází v Moravskoslezském kraji na Moravě a v nížině Ostravská pánev.

## Další informace
Důvodem vyhlášení památným stromem je stáří stromu a zachování exotické dřeviny z oblasti Středozemního moře. Strom patří ve svém druhu k největším exemplářům na území Česka a je v dobré kondici. Podle údajů:
| Výška stromu:                   | 18 m (rok 1990)                         |                        |
| Obvod kmene (ve výčetní výšce): | 3,25 m (rok 1990)                       | 3,73 m (rok 2010)      |
| Ochranné pásmo stromu:          | vyhlášené - svislý průměr koruny stromu |                        |
| Stáří                           |                                         | asi 105 let (rok 2015) |
| Datum prvního vyhlášení:        | 1. ledna 1990                           |                        |

## Galerie

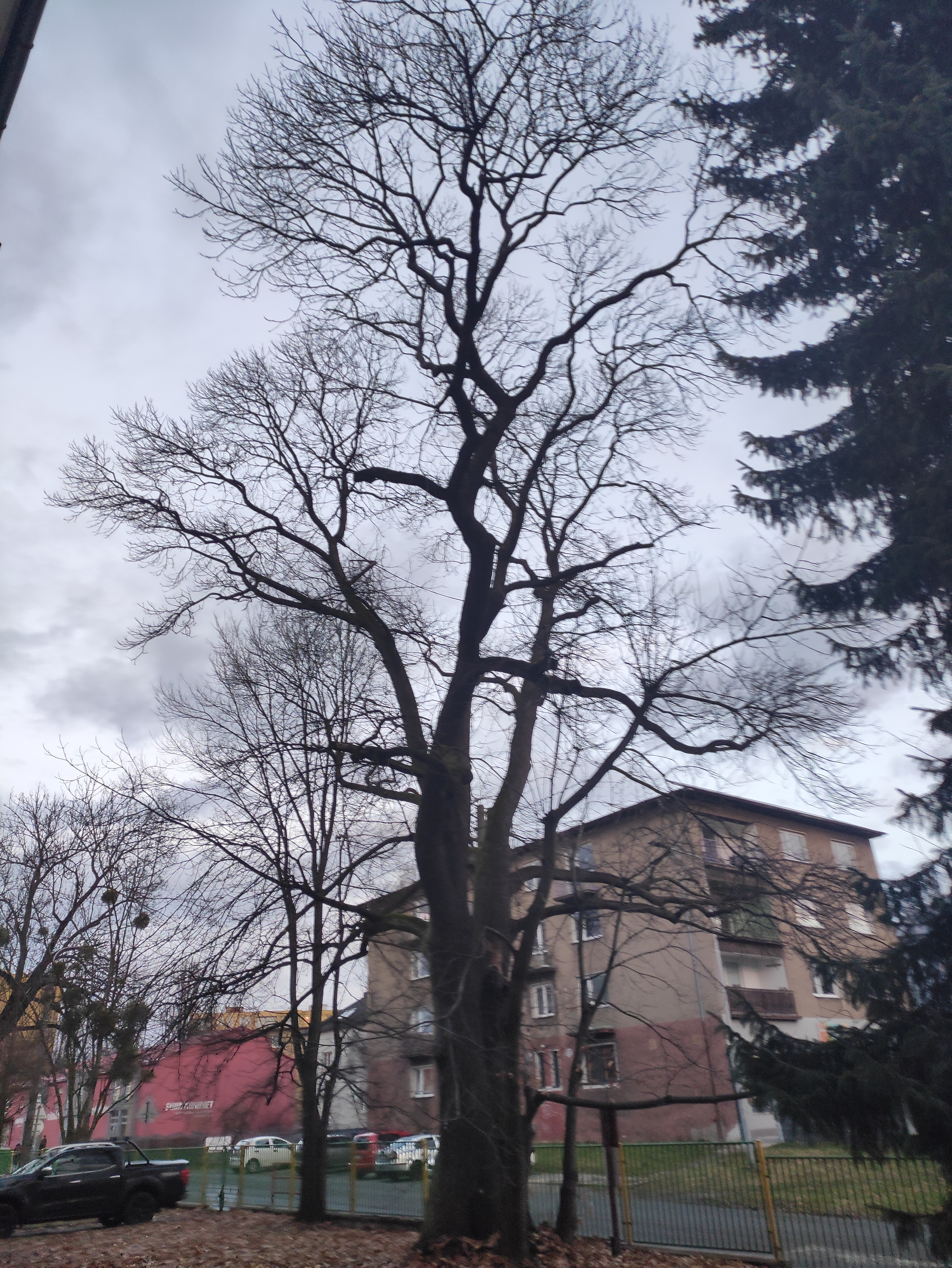
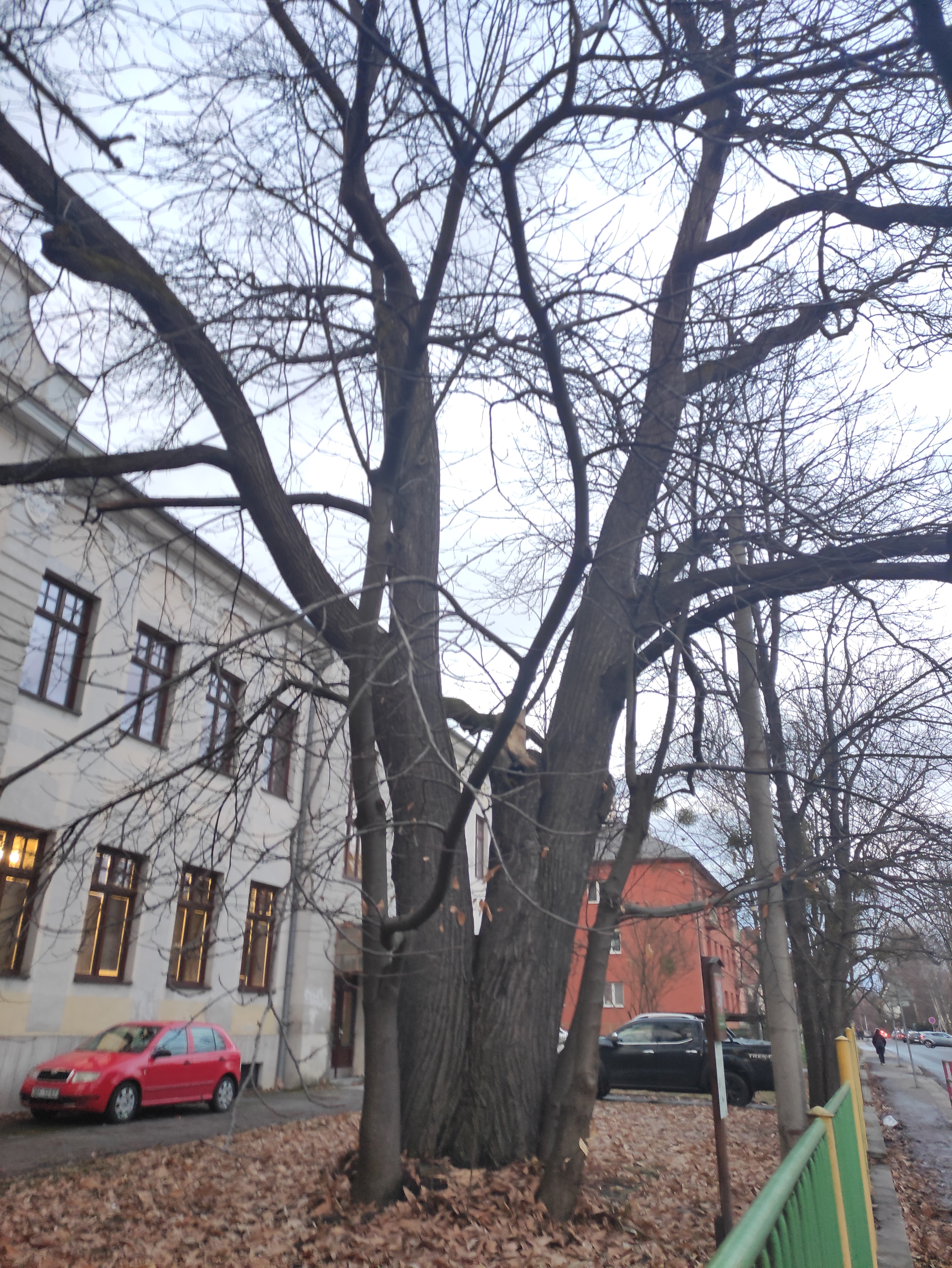
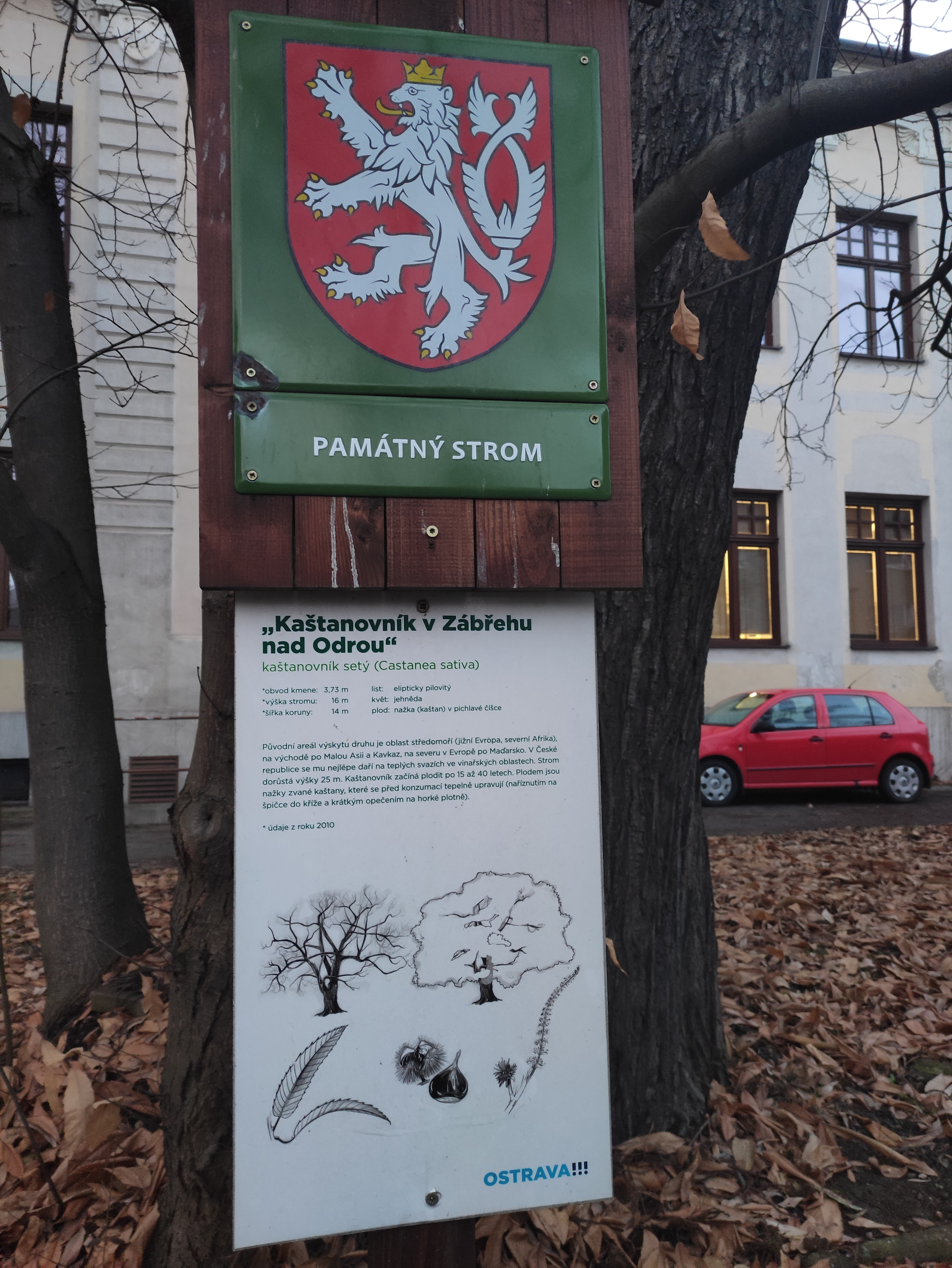

- Portály: Rostliny | Stromy | Morava